# Облога Меліти (870)
Облога Меліти — захоплення візантійського міста Меліте (сучасна Мдіна, Мальта) армією Аглабідів, що вторглася на Мальту у 870 році нашої ери. Спочатку облогу очолював відомий інженер Халаф аль-Хадім, але він був убитий і його замінив Савада ібн Мухаммад. Місто витримувало облогу кілька тижнів чи місяців, але врешті-решт впало перед загарбниками; його мешканців убили, а місто розграбували.

## Передумови
Мальтійські острови були частиною Візантійської імперії з 535 року нашої ери. Археологічні дані свідчать про те, що вони відігравали важливу стратегічну роль у складі імперії. Коли в 7 столітті почалися ранні арабські завоювання, візантійці опинилися під загрозою в Середземному морі, тому доклали зусиль для покращення оборони Мальти. На цьому етапі вони побудували ретраншемент, який зменшив Меліту до однієї третини від її початкового розміру.
Мусульманський розвідувальний рейд на Мальту міг відбутися у 221 році хіджри (835—836 роках нашої ери).
З усіх островів навколо Сицилії Мальта останньою залишалася під владою Візантії, коли у 869 році флот під командуванням Ахмада ібн Умара ібн Убайдалаха ібн аль-Аглаба аль-Хабаші напав на неї. Візантійці, отримавши своєчасне підкріплення, спочатку успішно чинили опір, але у 870 році Мухаммед II аль-Маїт відправив на острів флот з Сицилії, і 29 серпня 870 року столиця Меліте впала. Місцевий правитель потрапив у полон, місто було пограбоване. Ахмад аль-Хабаші, як повідомляється, взяв із собою мармурові колони місцевого собору, щоб прикрасити свій палац, а укріплення міста було зруйновано. Захоплення Мальти мало критичні наслідки для оборони того, що залишилося від візантійської Сицилії. Володіючи Реджо-Калабрією, а тепер і Мальтою в руках, мусульмани завершили оточення Сицилії і могли легко перекрити будь-яку допомогу, що надходила зі сходу.
Ібн Хальдун повідомляє, що завоювання Мальти Аглабідами відбулося ще у 868 році. Ібн аль-Хатіб датує завоювання Мальти і взяття в полон її «короля» між 11 лютого і 12 березня 875 року, тоді як ан-Нувейрі посилається на той самий загальний період, не називаючи конкретної дати. Ібн аль-Атір розповідає, що у 869—870 роках емір Сицилії відправив військо на Мальту, оскільки острів перебував в облозі візантійців, які потім втекли. Ця дата також підтверджується грецькою хронікою з Кассано, Калабрія, в якій говориться, що острів Меліте здався 29 серпня 870 року. Ця дата знову підтверджується в іншому арабському джерелі, Китаб аль-Уюн, де йдеться про те, що Мальту завоював Абдалах I, і дається дата завоювання — за три дні до Рамадану 256 року хіджри, тобто 28 серпня 870 року. Історики пояснюють невелику розбіжність невизначеністю місячних спостережень, пов'язаних з ісламським календарем.

## Розповідь аль-Хім'ярі
Найбільше подробиць про облогу Меліте відомо з Китаб ар-Равд аль-Мітар, яку написав Мухаммад Абд аль-Малік ібн Хішам аль-Хім'ярі у 15 столітті. У цій розповіді йдеться про те, що напад на Меліте спочатку очолював інженер Халаф аль-Хадім, який загинув під час облоги. Завойовники звернулися до правителя Аглабідів Мухаммеда II аль-Маїта, який наказав Мухаммаду ібн Хафазі, володарю Сицилії, надіслати нового лідера для війська. Був посланий валі Савада Ібн Мухаммед, який продовжив облогу і захопив Меліте. Його правитель Амрос (можливо, Амвросій) потрапив у полон, а завойовники «зруйнували фортецю, пограбували і осквернили все, що не змогли винести». Мармур з церков Меліте був використаний для будівництва замку Сус (в Тунісі) і мосту, що веде до нього.
Аль-Хіміярі також стверджує, що після облоги острів Мальта залишився незаселеною руїною, яку час від часу відвідували суднобудівники, рибалки та збирачі меду. Острів був заселений мусульманами у 440 році хиджри (1048-49 рр. н. е.), які побудували на руїнах Меліте поселення, відоме під назвою Медіна. Візантійці взяли в облогу нове поселення в 445 р. хіджри (1053-54 рр. н. е.), але були відбиті.

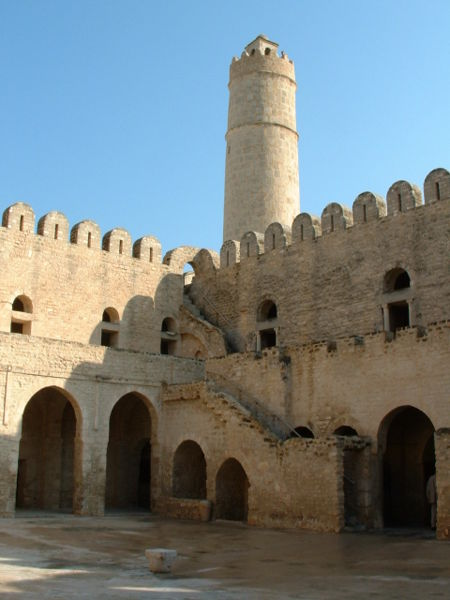
Замок Сус, Туніс, який містить мармур, викрадений з церков Меліте

Розповідь аль-Хім'ярі знайшли 1931 року, а перше повне видання опублікували 1975 року в Бейруті. Уривок, що стосується Мальти, залишався невідомим, доки не був перекладений англійською мовою у 1990 році. Це найдокладніше джерело про облогу, і воно містить інформацію, якої немає в жодному іншому джерелі.
Розповідь свідчить про те, що облога тривала кілька тижнів або, можливо, кілька місяців. Правителі, згадані в джерелі, підтверджують, що облога відбулася приблизно між 255 і 257 роками хіджри (між 868 і 871 роками нашої ери).
Деякі інші джерела стверджують, що у 870 році Мальта вже була мусульманським поселенням, і в той час перебувала в облозі візантійського флоту. Після того, як Аглабіди з Сицилії надіслали підкріплення, флот відступив без бою 28 рамадану 256 року (29 серпня 870 року). Це призвело до жорстокого поводження з грецьким населенням острова, єпископ був заарештований і ув'язнений у Палермо, а церкви острова зруйнували.
Використання мармуру з церков Меліте в замку Сус підтверджується написом на замку, який перекладається як:
|  | Кожну обтесану плиту, кожну мармурову колону в цій фортеці Хабаші ібн Умар приніс з Мальтійської церкви в надії заслужити схвалення і прихильність Аллаха Всемогутнього і Преславного. |

Хоча аль-Хім'ярі стверджує, що після облоги Мальта залишалася «незаселеною руїною» і була заселена лише в 1048—1049 роках, археологічні дані свідчать, що Мдіна вже була квітучим мусульманським поселенням на початку 11 століття, тому 1048—1049 роки можуть бути датою офіційного заснування міста, можливо, датою побудови міських стін.